# Letiště Klagenfurt

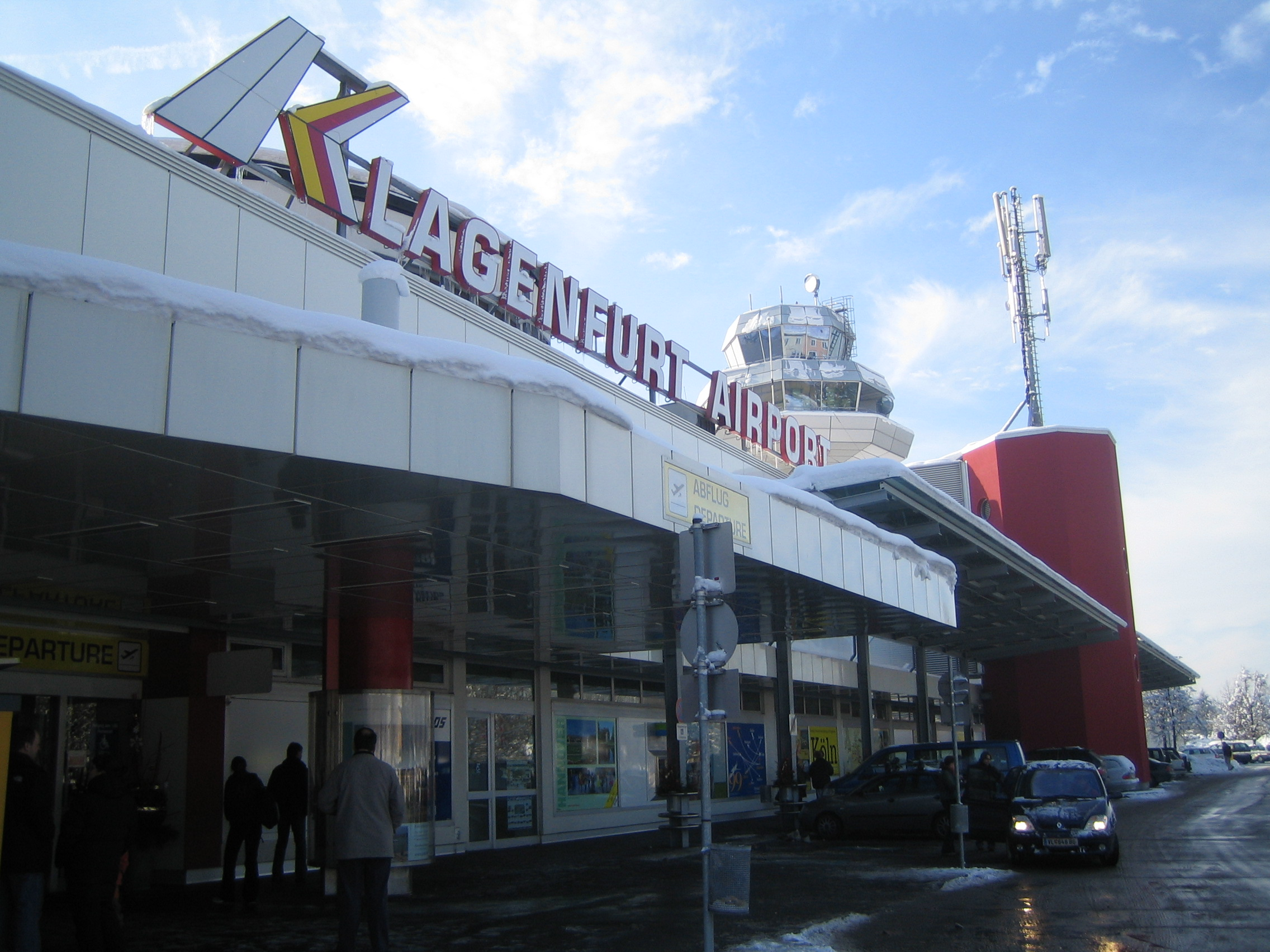
Budova terminálu

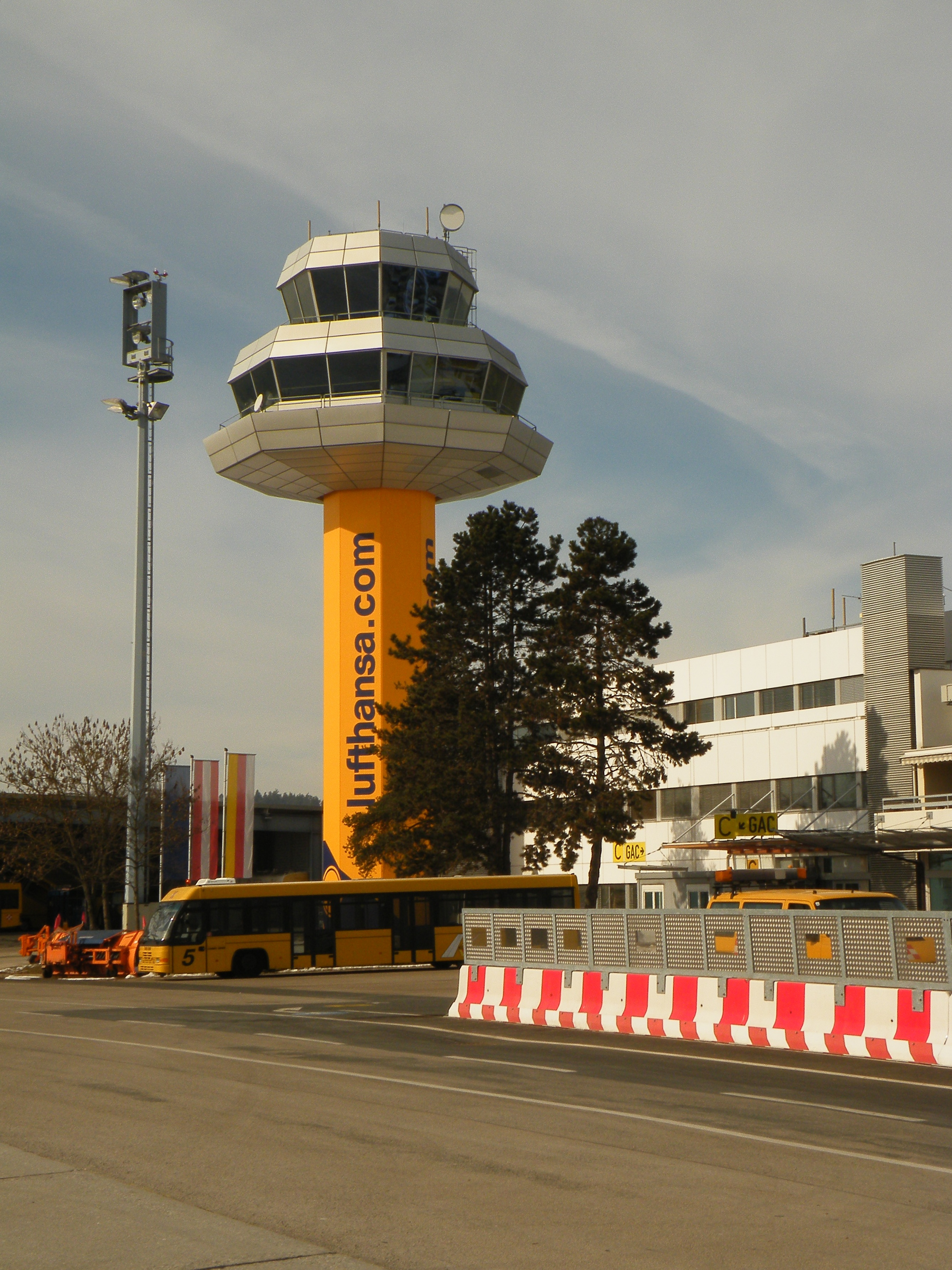
Kontrolní věž

Letiště Klagenfurt (německy: Flughafen Klagenfurt, IATA: KLU, ICAO: LOWK) je hlavní mezinárodní letiště nedaleko Klagenfurtu, šestém největším městě Rakouska. Nachází se ve čtvrti Annabichl, 1,5 NM (2,8 km) severo-severovýchodně od centra města.

## Zařízení
Letiště Klagenfurt se skládá z jedné malé budovy terminálu pro cestující, která nabízí několik obchodů a restaurací a také návštěvnickou terasu. Protože se zde nepoužívají žádné proudové mosty, používají se k nástupu do letadel autobusy.

## Letecké společnosti a destinace
Následující letecké společnosti nabízejí celoroční a sezónní pravidelné a charterové lety na letiště Klagenfurt (2025):
| Letecké společnosti | Destinace                                            |
| ------------------- | ---------------------------------------------------- |
| Eurowings           | Letiště Kolín/Bonn                                   |
| Austrian Airlines   | Vídeň Sezónní: Hamburk                               |
| Ryanair             | Londýn–Stansted Sezónní: Alicante, Palma de Mallorca |
| AvantiAir           | Sezónní: Paros, Naxos (ostrov)                       |

Nejbližší větší mezinárodní letiště je letiště Jože Pučnika Lublaň ve Slovinsku, přibližně 70 kilometrů na jih.

## Statistiky
| 1980                                               | 82 151  | -          | 3 083 | -          |
| 1990                                               | 148 062 | ▲ 80,23 %  | 5 209 | ▲ 68,96 %  |
| 2000                                               | 235 503 | ▲ 59,06 %  | 8 325 | ▲ 59,82 %  |
| 2005                                               | 522 697 | ▲121,95 %  | 8 907 | ▲ 6,99 %   |
| 2010                                               | 425 933 | ▼ -18,51 % | 7 482 | ▼ -16,00 % |
| 2011                                               | 375 307 | ▼ -11,89 % | 6 451 | ▼ -13,78 % |
| 2012                                               | 279 045 | ▼ -25,65 % | 4 576 | ▼ -29,07 % |
| 2013                                               | 258 421 | ▼ -7,39 %  | 4 262 | ▼ -6,86 %  |
| 2014                                               | 224 846 | ▼ -12,99 % | 3 920 | ▼ -8,02 %  |
| 2015                                               | 227 625 | ▲ 1,24 %   | 3 922 | ▲ 0,05 %   |
| 2016                                               | 193 709 | ▼ -14,9 %  | 3 392 | ▼ -13,51 % |
| 2017                                               | 216 905 | ▲ 11,97 %  | 3 700 | ▲ 9,08 %   |
| 2018                                               | 228 372 | ▲ 5,29 %   | 3 566 | ▼ -3,62 %  |
| 2019                                               | 209 278 | ▼ 8,36 %   | -     | ▼          |
| 2024                                               | 137 844 | -          | 1 754 | -          |
| Zdroj: Oficiální webové stránky letiště Klagenfurt |         |            |       |            |